# دلربا (ترانه هندی)
«دلربا» (انگلیسی: Manohari) ترانه‌ای هندی به زبان تلوگو است که به‌عنوان بخشی از موسیقی به‌کاررفته در فیلم آغاز باهوبالی در سال ۲۰۱۵ منتشر شد. ترانه‌سرای این ترانه «چایتانیا پراساد» بود. در موزیک ویدئوی این ترانه پرابهاس، اسکارلت ملیش ویلسون و نورا فتحی حضور دارند.